# Ehretia cortesia
Ehretia cortesia är en strävbladig växtart som beskrevs av Gottschling. Ehretia cortesia ingår i släktet Ehretia och familjen strävbladiga växter. Inga underarter finns listade i Catalogue of Life.